# Lenny Pereira
Lenny Pereira (sinh ngày 1 tháng 1 năm 1992 ở Goa) là một cầu thủ bóng đá người Ấn Độ thi đấu ở vị trí hậu vệ cho Salgaocar ở I-League.

## Sự nghiệp

### Salgaocar
Pereira ra mắt cho Salgaocar ở I-League ngày 9 tháng 10 năm 2013 trước Dempo trên Sân vận động Duler; anh vào sân từ ghế dự bị cho Augustin Fernandes vào phút 85; và Salgaocar có kết quả hòa 1–1.

## Thống kê sự nghiệp
Tính đến 30 tháng 5 năm 2015
| Câu lạc bộ          | Mùa giải            | Giải vô địch        | Giải vô địch | Giải vô địch | Cúp Liên đoàn | Cúp Liên đoàn | Cúp Durand | Cúp Durand | AFC       | AFC     | Tổng      | Tổng |
| Câu lạc bộ          | Mùa giải            | Số trận             | Bàn thắng    | Số trận      | Bàn thắng     | Số trận       | Bàn thắng  | Số trận    | Bàn thắng | Số trận | Bàn thắng |      |
| ------------------- | ------------------- | ------------------- | ------------ | ------------ | ------------- | ------------- | ---------- | ---------- | --------- | ------- | --------- | ---- |
| Salgaocar           | 2013–14             | 1                   | 0            | 0            | 0             | 0             | 0          | 0          | 0         | 1       | 0         |      |
| Salgaocar           | 2014–15             | 1                   | 0            | 0            | 0             | 0             | 0          | –          | –         | 1       | 0         |      |
| Tổng cộng sự nghiệp | Tổng cộng sự nghiệp | Tổng cộng sự nghiệp | 2            | 0            | 0             | 0             | 0          | 0          | 0         | 0       | 2         | 0    |